# Ossessione carnale
Ossessione carnale (Vampyres) è un film del 1974 diretto da José Ramón Larraz. Il film ha avuto un remake, "Vampyres", nel 2014.